# Río Chimit
El río Chimit o Chemitokvadzhe (del ruso: Чимит; Чемитоква́дже) es un corto río del distrito de Lázarevskoye de la unidad municipal de la ciudad-balneario de Sochi del krai de Krasnodar de Rusia. 

## Curso
Tiene una longitud de 14 km y una cuenca de 33.6 km². Nace las estribaciones más occidentales del Cáucaso, en las primeras cordilleras desde el mar, al sureste de Márino y discurre durante su curso alto en dirección predominantemente oeste, con un trazado sinuoso entre cordilleras que desvían el río al sur y al norte. Aproximadamente a 7 km desde su nacimiento traza una curva al sur y ligeramente al sureste por espacio de 3 km hasta que recibe por la orilla izquierda las aguas del Chuzaya (de unos 6 km de longitud y que nace en las estribaciones occidentales de la cordillera Tiupliuchj en 43°51′46″N 39°31′12″E / 43.86278, 39.52000), su principal afluente, antes de entrar en Zúbova Shchel. En ese punto el río toma dirección suroeste por un angosto valle en el que se halla la anterior localidad hasta su desembocadura en Chemitokvadzhe en el mar Negro bajo los puentes de la carretera federal M27 Dzhubga-frontera abjasa y la línea Tuapsé-Sujumi del ferrocarril del Cáucaso Norte.